# Atimia chinensis
Atimia chinensis är en skalbaggsart som beskrevs av Linsley 1939. Atimia chinensis ingår i släktet Atimia och familjen långhorningar. Inga underarter finns listade.